# 村田みゆ
村田 みゆ（むらた みゆ、2018年10月7日 - ）は、日本の子役、モデル。スマイルモンキー所属。
身長113cm。
趣味は歌う事、アイドルダンス。特技はピアノ、絶対音感。

## 出演作品

### テレビドラマ
- 連続テレビ小説 / なつぞら（2019年、NHK） - 山田彩子（乳児期） 役
- ふたりのウルトラマン（2022年、NHK） - 金城奈里子 役
- 相棒 SEASON22 最終回スペシャル 後編（2024年、テレビ朝日） - 少女 役

### テレビ番組
- いないいないばあっ!（2021年、NHK Eテレ）

### CM
- ベネッセコーポレーション こどもちゃれんじ（2021年）
  - 「応援」篇
  - 「夢中」篇
- アクサダイレクト自動車保険 「子育て応援割引」篇（2021年）
- 雪印メグミルク 6Pチーズ 「カラダとココロに愛チ～ズ!」（2023年）
- 一建設 「いい人生にちょうどいい家を」（2023年）
  - 「お昼寝」篇
  - 「プレゼント」篇
- 大塚製薬 ポカリスエット（2023年 - ）[2]
  - 「カラカラな冬がやってきた」篇
  - 「風船が飛んでった」篇
  - 「おしくらまんじゅう」篇
  - 「犬のさんぽ」篇
  - 「夏の空気入れ」篇
  - 「ブンブンとってくださいね」篇
  - 「野球観戦」篇

### スチール
- Shirley Templeサイネージ ポスター（2020年）
- 講談社 「いないいないばあっ!」（2021年）

### イベント
- Gap Spring Collection SNS Live 2021（2021年） - ランウェイモデル

### WEB
- 財務省 個人向け国債スペシャルムービー（2019年）
- オンライン演劇 「スーパーフラットライフ」（2021年） - アキラ（幼少期）